# Kuifeend en Blokkersdijk
Kuifeend en Blokkersdijk este o arie protejată (arie specială de conservare — SAC, sit de importanță comunitară — SCI, arie de protecție specială avifaunistică — SPA) din Belgia întinsă pe o suprafață de 192 ha, integral pe uscat.

## Localizare
Centrul sitului Kuifeend en Blokkersdijk este situat la coordonatele 51°16′00″N 4°20′00″E / 51.2667°N 4.3333°E.

## Înființare
Situl Kuifeend en Blokkersdijk a fost declarat arie de protecție specială avifaunistică în octombrie 1988 pentru a proteja 10 specii de animale. Alte tipuri de protecție:
- sit de importanță comunitară (în ianuarie 1900)
- arie specială de conservare (în ianuarie 1900)[1][2]

## Biodiversitate
Situată în ecoregiunea atlantică, aria protejată nu include niciun habitat protejat.
La baza desemnării sitului se află mai multe specii protejate de  păsări (10): pescăruș albastru (Alcedo atthis), rață sulițar (Anas acuta), rață lingurar (Anas clypeata), rață pestriță (Anas strepera), buhai de baltă (Botaurus stellaris), erete de stuf (Circus aeruginosus), Cygnus columbianus bewickii, egretă mică (Egretta garzetta), Luscinia svecica cyanecula, călifar alb (Tadorna tadorna).